# منصوره بهکیش
منصوره بهکیش فعال حقوق بشر اهل ایران است. بهکیش فرزند نیره جلالی مهاجر مشهور به «مادر بهکیش» از جمله مادران خاوران است. او شش عضو خانواده اش را در زمان اعدام دسته‌جمعی زندانیان عقیدتی-سیاسی ایران در تابستان ۱۳۶۷ از دست داد. بهکیش عضو فعال گروه‌های مادران و خانواده‌های خاوران و مادران پارک لاله است.
اسامی شش عضو خانواده بهکیش که در سال‌های ۱۳۶۰ تا ۱۳۶۷ کشته شدند: محمد بهکیش و سیامک اسدیان (داماد خانواده) در سال ۱۳۶۰ زهرا و محسن بهکیش در سالهای ۱۳۶۲ و ۱۳۶۴ و محمود و علی بهکیش در شهریور ۱۳۶۷ اعلام شده‌است.
در فوریه ۲۰۱۸ بهکیش به اتهام "تبلیغات علیه دولت"و" تبانی علیه کشور" به ۷٫۵ سال زندان محکوم شد.